# Marcio Fiorito
Márcio Fiorito é um quadrinista e ilustrador brasileiro. Ele trabalha há quase vinte anos, tanto no mercado nacional quanto internacional. Já produziu artes para livros, jogos de RPG, publicidade e outras mídias. 
Como quadrinista, começou a carreira como artista exclusivo da editora Dynamite Entertainment, onde fez Army of Darkness, baseado na série de terror Uma Noite Alucinante/A Morte do Demônio de Sam Raimi, e a adaptação de quadrinhos da série de livros Wheel of Time de Robert Jordan. Ele já trabalhou também para a Titan Comics e a Lion Forge Comics, atualmente trabalha para a Marvel Comics.  Ele é agenciado pela Chiaroscuro studios. 
Ele é um dos responsáveis pelas masterclasses durante a CCXP – Comicon Experience, uma das maiores convenções de cultura pop do mundo, em São Paulo. Ele também é professor da Casa dos Quadrinhos – Escola Técnica de Artes Visuais.  E já foi convidado do FIQ- Festival Internacional de Quadrinhos. 
Ele participou da edição especial da Marvel The Vitals: True Nurse Stories, história em quadrinhos sobre os profissionais de saúde estão na linha de frente no combate ao COVID-19. 
Alguns trabalhos produzidos por ele são: Anne Elizabeth's Pulse of Power (Dynamite Entertainment), Robert Jordan's Wheel of Time (Dynamite Entertainment), Warlord of Mars: Dejah Thoris (Dynamite Entertainment), Doctor Who: the Tenth Doctor (Titans Comics), Red Sonja (Dynamite Entertainment), Marvel Action Avengers (Marvel), X-23 (Marvel). 